# لايل لوفيت
لايل بيرس لوفيت (بالإنجليزية: Lyle Pearce Lovett)‏ هو مغني، ومغني مؤلف، وممثل أمريكي. ولد في 1 نوفمبر 1957، في هيوستن، في تكساس، في الولايات المتحدة. بدأ مشواره المهني سنة 1980، ومن الجوائز التي نالها جائزة غرامي لأفضل تعاون صوتي في مجال موسيقى البوب ‏ سنة 1995.

## أعمال

### أفلام
- (1992) اللاعب.
- (1994) ملابس جاهزة.[10]
- (1998) الخوف والبغض في لاس فيغاس.[11]
- (2002) الرجل الجديد.[12]

## جوائز
- جائزة غرامي لأفضل تعاون صوتي في مجال موسيقى البوب [الإنجليزية]‏ (1995).

## وصلات خارجية
- لايل لوفيت على موقع IMDb (الإنجليزية)
- لايل لوفيت على موقع الموسوعة البريطانية (الإنجليزية)
- لايل لوفيت على موقع روتن توميتوز (الإنجليزية)
- لايل لوفيت على موقع ألو سيني (الفرنسية)
- لايل لوفيت على موقع ميوزك برينز (الإنجليزية)
- لايل لوفيت على موقع ميوزك برينز (الإنجليزية)
- لايل لوفيت على موقع رولينغ ستون (الإنجليزية)
- لايل لوفيت على موقع أول موفي (الإنجليزية)
- لايل لوفيت على موقع قاعدة بيانات برودواي على الإنترنت (الإنجليزية)
- لايل لوفيت على موقع قاعدة بيانات الأفلام السويدية (السويدية)